# Бузет
Бузет (хорв. Buzet, итал. Pinguente) — город в Хорватии, в северной части полуострова Истрия. Население города — 6 133 человека (по данным переписи 2011).

## Общие сведения
Бузет расположен в 5 километрах от границы со Словенией в гористой местности. Через город проходит автомобильная дорога Умаг — Риека. Ещё одна дорога ведёт из города в Словению.
Окрестности города живописны и привлекают туристов. В самом Бузете каждый год проходит ряд фольклорных фестивалей, наиболее известным из которых является «Бузетский карнавал».

## История
Бузет имеет древнюю историю. В римский период на холме, на котором сейчас располагается Старый город Бузета, находилось поселение Пингентум (Pinguentum), от которого происходит современное итальянское название города.

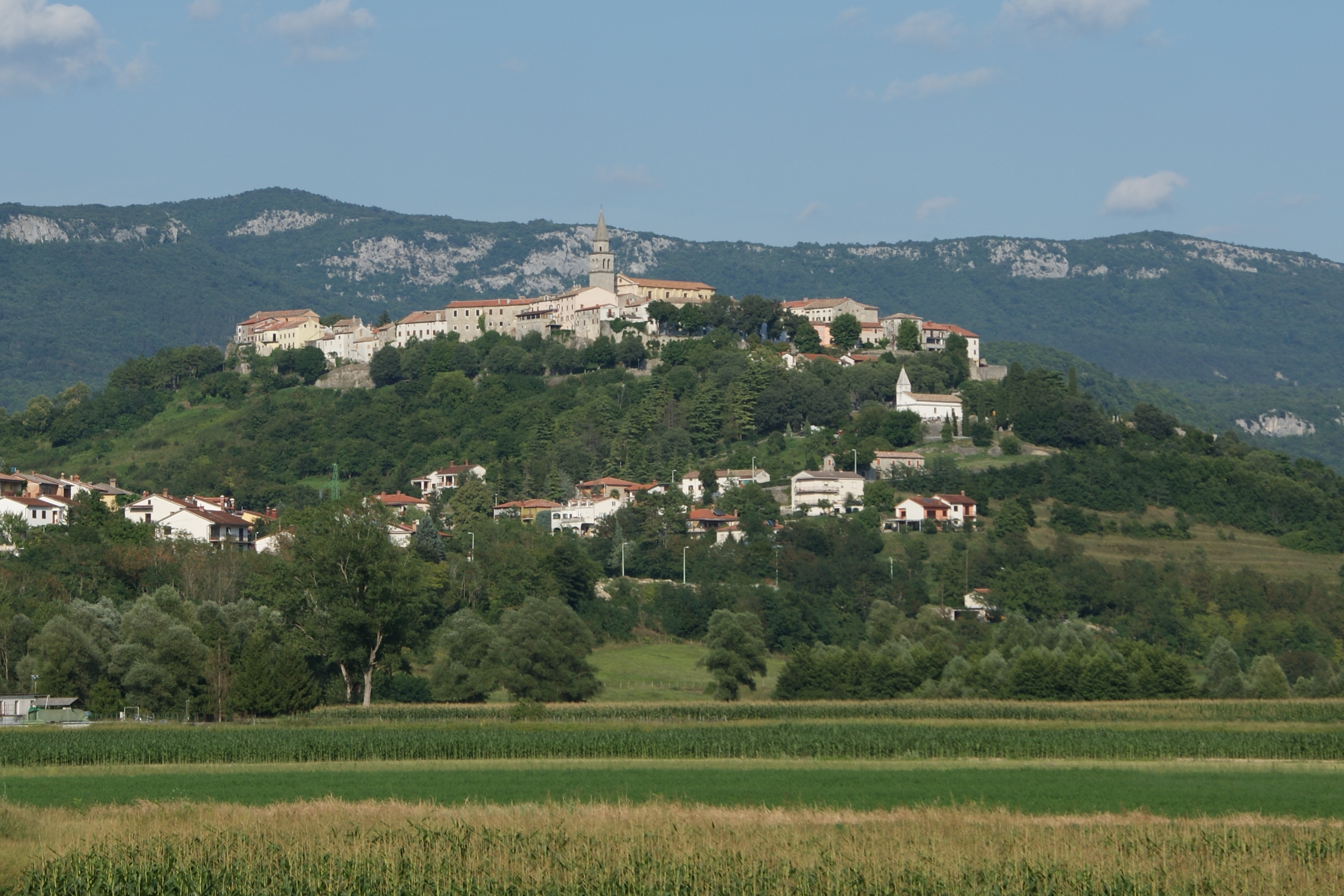
Старый город Бузета

В Средние века город находился под властью Византийской империи, а с 1421 года переходит под власть Венецианской республики — именно в это время город сильно вырос, здесь было построено несколько дворцов, возведён укреплённый форт, остатки которого сохранились до наших дней. В 1615 г. в городе Хум (невдалеке от Бузета) обосновался знаменитый ускок Фаркаш Франкопан (Франгепан).
В конце XVIII — начале XIX века Бузет несколько раз меняет своих хозяев: вначале он попадает под господство Австрийской империи, с 1805 года переходит под власть Первой Французской империи, а в 1813 году, после свержения Наполеона, возвращается в Австрию. В 1887 году мэром Бузета был избран хорват Фран Флего. В следующем, 1888 году Флего сделал хорватский официальным языком Бузета. В 1890 г. в Бузете открылась первая хорватская школа. В 1908 году в Бузете несколько месяцев прожил 19-летний Анте Павелич. В 1918 году — город во власти Италии, с 1945 года — в составе СФРЮ. Многие жители Бузета покинули родину накануне вторжения НОАЮ, спасаясь от террора коммунистов-титовцев. С 1991 года Бузет — в составе Хорватии.

## Достопримечательности и культура

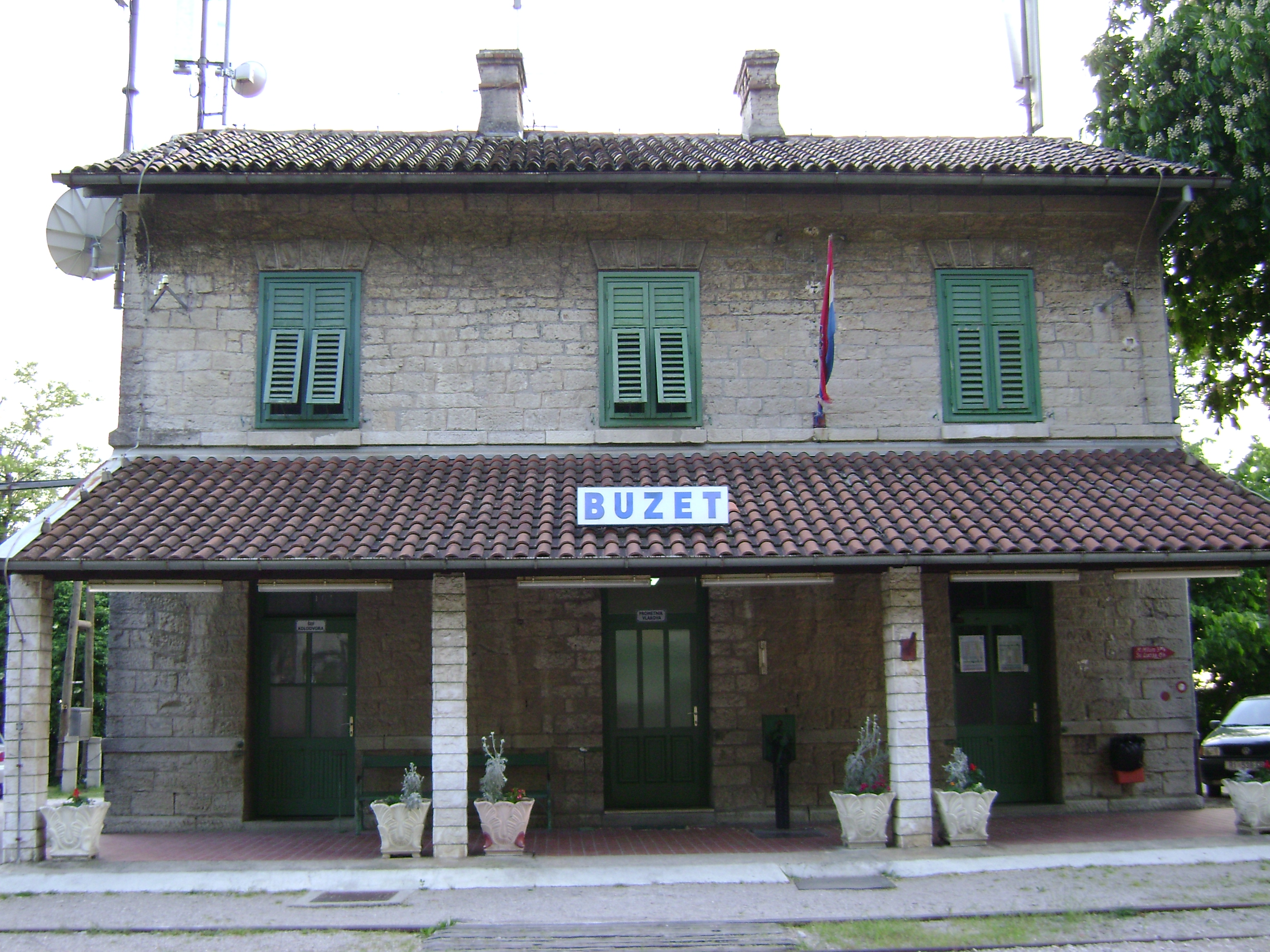
Железнодорожный вокзал в Бузете

- Открытый университет Augustin Vivoda
- Приходская церковь. Возведена в 1784 году.
- Национальная библиотека. Основана почти 120 лет назад. Библиотека насчитывает около 25 000 книг и 150 единиц изданий не печатного характера. 50 % фонда находится в свободном доступе, 25 % предназначено для использования в исследовательских целях, 25 % — в закрытых хранилищах.
- Народный дом. Здание Народного дома было построено в 1907 году — во время активизации программы по национальному возрождению Истрии, укреплению национальных и социальных прав хорватов по использованию национального языка и культуры. Частично построен на муниципальные деньги, а частично на народные пожертвования. С 1957 года в доме располагается штаб-квартира Национального университета Бузета, являющегося единственной структурой профессионального образования в муниципалитете. Здесь организовываются различные лекции, проводятся фотовыставки, театральные представления, концерты, работает вечерняя школа, а также проводят свои репетиции местный духовой оркестр, хор и фольклорные коллективы.
- Городской краеведческий музей. Открыт в 1961 году и расположен в старинном дворце Бигатто, находящемся в центре старой части города. В музее собраны ценные экспонаты археологического, этнографического, культурно-исторического значения. Представлена художественная (фрески, картины) и этнографическая коллекция (сельскохозяйственные инструменты, предметы быта, народные костюмы, ткацкие станки), открыт для посетителей лапидарий.
- Городской духовой оркестр Сокол. Основан в 1905 году и является первым подобным музыкальным коллективом в Истрии. Первое публичное выступление оркестра состоялось в апреле 1906 года, а в 1907 году оркестр становится участником открытия местного Народного дома. Во второй половине XX века оркестр на некоторое время прекратил своё существование, однако 1979 год можно считать годом возрождения коллектива. С 1980 года и по сей день коллектив проводит регулярные выступления в Истрии и хорошо известен поклонникам духовой музыки.

## Населённые пункты
- Бузет
- Хум
- Рим